# Мала Язвинка
Мала Язвинка — колійний пост Рівненської дирекції залізничних перевезень Львівської залізниці, розташований у с. Орлівка Рівненської області.
Розташований між станціями Сарни (5 км) та Антонівка (18 км).

## Історія
Колійний пост Мала Язвинка було відкрито 2007 року на вже існуючій лінії Київ — Ковель, відкритій 1902 року.
Знаходиться у місці відгалуження від лінії Сарни — Ковель колій до лінії Сарни — Удрицьк (трикутник) як з боку Ковеля, так і з боку Сарнів.
Пасажирського значення не має, тому приміські потяги зупинки на колійному посту не мають.